# Leucania yuennana
Leucania yuennana är en fjärilsart som beskrevs av Max Wilhelm Karl Draudt 1950. Leucania yuennana ingår i släktet Leucania och familjen nattflyn. Inga underarter finns listade i Catalogue of Life.